# Galassia nana

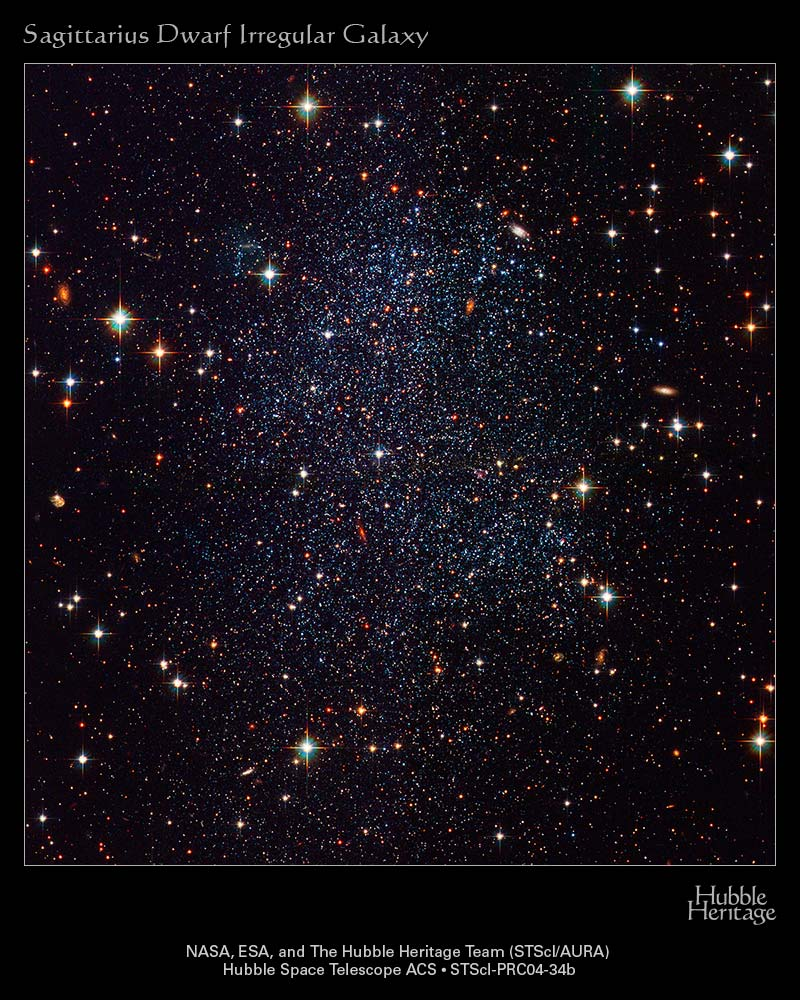
La Galassia Nana Irregolare del Sagittario

Per galassia nana si intende una galassia di piccole dimensioni composta da un numero di stelle variabile da poche migliaia ad alcuni miliardi, poche se confrontate con i 200/400 miliardi circa di stelle che popolano la Via Lattea, la nostra galassia. La Grande Nube di Magellano, con oltre 30 miliardi di stelle, è a volte classificata come galassia nana. 
Nella Sequenza di Hubble sono classificate con il prefisso d (da Dwarf, in lingua inglese "nano") che precede la categoria morfologica attribuita alla galassia.

## Caratteristiche
Le galassie nane orbitano normalmente intorno a galassie molto più grandi. Essendo oggetti non molto luminosi, sono note in particolare le galassie nane del Gruppo Locale, ovvero dell'ammasso di galassie di cui fanno parte la Via Lattea, la Galassia di Andromeda e la Galassia del Triangolo.  Tuttavia l'avvento dei telescopi spaziali come Hubble e dei moderni telescopi terrestri, come Subaru e Keck, hanno permesso di spingersi con le osservazioni ben oltre il Gruppo Locale, identificando galassie nane estremamente remote che risalgono addirittura alle prime fasi della formazione dell'Universo, come ad esempio la galassia Abell 1835 IR1916.
Sono state identificate oltre 40 galassie nane, tra confermate e candidate, satelliti della Via Lattea, oltre alla scoperta di numerose correnti stellari che rappresentano quanto resta di galassie nane ormai completamente disgregate dalle forze mareali della nostra galassia. 
Le galassie nane si differenziano in base alla morfologia e/o in base ad altre caratteristiche peculiari:
- Galassie nane ellittiche  (dE)
- Galassie nane sferoidali  (dSph)
- Galassie nane irregolari  (dI)
- Galassie nane spirali  (dS)
- Galassie nane di tipo magellanico  (dSm)
- Galassie nane compatte blu  (BCD)
- Galassie nane ultra-compatte  (UCD)
- Galassie nane ultra-deboli  (UFD)
- Galassie nane a bassa luminosità superficiale  (LSBD)
- Pea galaxies
- Extreme emission-line galaxies  (EELG)

Alcune galassie nane note sono quelle ellittiche del Sagittario e del Cane Maggiore. È stata scoperta recentemente una nuova tipologia: le galassie nane ultra-compatte, caratterizzate da dimensioni molto piccole: 100 - 200 anni luce di diametro.